# Samsung Galaxy A01
Samsung Galaxy A01 - бюджетный Android-смартфон, выпускаемый компанией Samsung Electronics в рамках серии A. Телефон был анонсирован в декабре 2019 года и выпущен в январе 2020 года. Телефон поставляется в черном, синем и красном цветах. Телефон оснащен 5,7-дюймовым сенсорным дисплеем 720p, двойной камерой и поставляется с One UI 2 поверх Android 10. Аналогичное устройство, Galaxy M01, было впервые выпущено в июне 2020 года, которое имеет некоторые общие черты с Galaxy A01.

## Технические характеристики

### Аппаратное обеспечение
Samsung Galaxy A01 оснащен 5,7-дюймовым емкостным сенсорным экраном PLS TFT с разрешением 720 x 1520 (~294 ppi) и соотношением сторон 19:9. Размеры самого телефона составляют 146,3 на 70,8 на 8,3 миллиметра, а вес - 151 грамм . Передняя панель A01 выполнена из стекла, а задняя панель и рамка - из пластика. Он работает на базе Qualcomm Snapdragon 439 (12 нм), с восьмиядерным (4x1,95 ГГц Cortex-A53 и 4x1,45 ГГц Cortex A53) CPU и GPU Adreno 505. Телефон может иметь 16 или 32 Гб встроенной памяти (она может быть расширена с помощью Micro SD до 512 ГБ), а также 2 Гб памяти ОЗУ. Телефон также оснащен 3,5-мм разъемом для наушников. Он оснащен несъемным литий-ионным аккумулятором емкостью 3000 мАч.

### Камеры
Samsung Galaxy A01 оснащен двойной камерой, расположенной вертикально на левой стороне телефона вместе со вспышкой. Основная камера представляет собой широкоугольный объектив 13 МП, а вторая - датчик глубины 2 МП. Основная камера может записывать видео со скоростью 1080p @ 30fps. Одиночная фронтальная камера на 5 МП находится в вырезе. Обе камеры могут делать фотографии с живым фокусом (портрет).